# فيليب جيوردانو
فيليب جيوردانو (بالإنجليزية: Philip Giordano) هو سياسي أمريكي، ولد في 25 مارس 1963 في فنزويلا. حزبياً، نشط في الحزب الجمهوري. وقد انتخب عضو مجلس نواب كونيتيكت.